# Present of the Voice
Present of the Voice é o oitavo álbum de estúdio da carreira solo de Masaaki Endoh. Foi lançado em 5 de novembro de 2014 pela Lantis e possui 9 faixas.

## Produção
Endoh costuma fazer pequenas turnês acústicas todo ano por volta do natal, elas inspiraram a criação deste álbum, onde o cantor revisita sua carreira, fazendo versões acústicas de canções de seus álbuns anteriores. A capa é uma homenagem ao álbum de Bob Dylan, The Freewheelin' Bob Dylan.

## Recepção
O CD Journal analisou o álbum e destacou a textura da voz do cantor, assim como a produção sonora, elogiando bastante a transformação da faixa "Yuusha Oh Tanjou!" para a versão em piano.
O álbum chegou à 59ª posição da Billboard Japan. Também ficou duas semanas no Oricon Albums Chart, chegando à 57ª posição.

## Faixas
| N.º            | Título                                                       | Letras             | Música          | Arranjo           | Duração |  |
| 1.             | "present of the voice"                                       | Masaaki Endoh      | M. Endoh        | Youichi Matsuo    | 1:54    |  |
| 2.             | "Carry on" (de M.e., do jogo Muv-Luv Alternative)            | Hironobu Kageyama  | Yohgo Kohno     | Y. Kohno          | 6:53    |  |
| 3.             | "Aitte Ittai Nandesu ka?" (de CIRCUS MAN)                    | M. Endoh           | Hirofumi Miyake | H. Miyake         | 4:06    |  |
| 4.             | "Yuusha Oh Tanjou!" (do anime Yuusha Oh Gaogaigar)           | Yoshitomo Yonetani | Kohei Tanaka    | Hidefumi Kawai    | 4:15    |  |
| 5.             | "my beloved" (de M.e.)                                       | M. Endoh           | Y. Kohno        | Shiho Terada      | 5:12    |  |
| 6.             | "Clear Mind" (de EXTREME V MACHINE)                          | M. Endoh           | M. Endoh        | Keiichi Nabeshima | 4:53    |  |
| 7.             | "Senshi yo, Tachiagare!" (de CHAKURIKU!!, do anime Cybaster) | Tetsuo Kudo        | manzo           | Masaki Suzuki     | 4:28    |  |
| 8.             | "Tabishi ~My Sweet Home Town~" (de EXTREME V MACHINE)        | M. Endoh           | M. Endoh        | H. Miyake         | 4:56    |  |
| 9.             | "Forever Friends" (do anime Street Fighter II V)             | Mitsuko Komuro     | Kenichi Sudo    | K. Sudo           | 5:38    |  |
| Duração total: | Duração total:                                               | Duração total:     | Duração total:  | Duração total:    | 42:15   |  |